# Llibres de la Bíblia
Els Llibres de la Bíblia van ser escrits per diversos personatges de la història, tant hebrea a l'Antic Testament com grecocristiana al Nou Testament.
L'Antic Testament es compon, segons el cànon, de 39 llibres per als protestants, de només 5 llibres per a la religió jueva (que inclouen agrupats els mateixos 39 que reconeixen com a inspirats els protestants), de 46 llibres per a l'Església Catòlica (49 si s'expliquen de manera separada el Capítol 6 del Llibre de Baruc, i els capítols 13 i 14 del Llibre de Daniel), i fins a 53 per a les diferents esglésies cristianes ortodoxes.
El Nou Testament, que no es troba en els escrits jueus, es compon de 27 llibres per a tots els grups de confessió cristiana.
Així, el total de llibres de la Bíblia varia segons el cànon. Els primers cristians van utilitzar el cànon alexandrí, una traducció de l'hebreu al grec que incloïa una sèrie de llibres que van ser rebutjats del cànon de la Tanakh jueva, i van ser rebuts per l'església cristiana dels primers segles. A l'església catòlica es diu a aquests llibres deuterocanònics. Els protestants els han anomenat apòcrifs. Les esglésies cristianes orientals i ortodoxes inclouen en els seus Bíblies de quatre a vuit textos en addició a aquests, i rebutgen l'ús occidental de distingir-los dels protocanònics.

## Llibres de l'Antic Testament
El text hebreu original consistia solament de consonants. Els llibres de la Torà (nom amb què els jueus coneixen els primers cinc llibres de la Bíblia, o Pentateuc) generalment tenen noms basats en la primera paraula prominent de cada llibre. No obstant això, els noms en català no són traduccions de l'hebreu, sinó estan basats en els noms en grec creats per la traducció anomenada Septuaginta, que es basa en els noms rabínics que descriuen el contingut temàtic de cada llibre.

## Llibres delNou Testament
En general, entre les denominacions cristianes, el cànon del Nou Testament està format per una llista acordada de 27 llibres, tot i que l'ordre dels llibres pot variar. L'ordre dels llibres és el mateix per als grecs ortodoxos, catòlics romans, i la tradició protestant. Les tradicions de l'Església ortodoxa eslava, Església Apostòlica Armènia i Església Ortodoxa Etíop tradicions tenen diferents ordres dels llibres del Nou Testament.